# 六分儀座RS
六分儀座RS，又名CD-3412673，HD 167647、SAO 209959、HR 6833，是六分儀座的一颗恒星，视星等为6.16，位于銀經358.83，銀緯-8.47，其B1900.0坐标为赤經18h 10m 58.4s，赤緯-34° -8.47′ 30″。